# Righteous Babe Records
Righteous Babe Records to niezależna amerykańska wytwórnia płytowa. Założona w 1990 roku przez piosenkarkę Ani DiFranco, w celu wydawania jej własnych nagrań.